# Zhejiang International Circuit
Het Zhejiang International Circuit is een racecircuit nabij de Chinese stad Shaoxing in de provincie Zhejiang.

## Ontwerp
Het circuit is 12 tot 15 meter breed en wordt tegen de klok in afgelegd. Naast het hoofdcircuit zijn er ook een west- en een oostcircuit, die respectievelijk 1,54 en 1,61 kilometer lang zijn. Ook bevinden zich een kartbaan, ontmoetingsruimtes, een autosportcentrum en een hotel op de locatie van het circuit.
Het circuit is gehomologeerd naar de FIA-klasse 2, waardoor het circuit alle autosportklassen, met uitzondering van de Formule 1, kan organiseren.

## Geschiedenis
In 2011 werd het Britse ontwerpbureau Apex Circuit Design gevraagd om een circuit te ontwerpen in de buurt van Shaoxing. In december 2013 begon de bouw van het circuit, die in 2016 voltooid was.
Er worden voornamelijk nationale autosportraces op het circuit gehouden. In 2017 werden er ook enkele internationale evenementen gehouden, waaronder de Asian Le Mans Series en de TCR International Series.